# Instituto Uruguayo de Normas Técnicas
El Instituto Uruguayo de Normas Técnicas o UNIT es una organización con sede en Uruguay, cuyo objetivo es la Normalización o estandarización y certificación de productos y servicios. A su vez, esta organización es miembro de los institutos de normalización internacionales: ISO; IEC; AMN; COPANT y OHSAS.
Es el primer organismo uruguayo, y segundo en Latinoamérica dedicado a la calidad.
Desde 1939 elabora normas técnicas para los sectores involucrados -productores, consumidores, organismos de control,etc-, que fijan los requisitos mínimos de calidad que éstos deben cumplir para su uso.